# Anna Cramling
Anna Cramling, née le 30 avril 2002, est une joueuse d'échecs suédoise, maître FIDE féminin (MFF) depuis 2018. Elle est également vidéaste sur YouTube avec une chaîne cumulant 1,51 million d'abonnés.

## Biographie

### Vie privée
Anna Yolanda Cramling Bellón est la fille de la Suédoise Pia Cramling et de l'Espagnol Juan Manuel Bellón López, tous les deux grands maîtres internationaux,. Elle est la nièce de Dan Cramling, maître international. Elle a commencé à jouer aux échecs à l'âge de trois ans. Elle a suivi des études en sciences sociales et parle couramment anglais, suédois et espagnol. Elle a commenté plusieurs parties d'échecs en ligne, et notamment le premier tour du Grand Prix d'échecs rapides féminin en ligne FIDE  chess.com en 2020.

### Réseaux sociaux
Anna Cramling lance ensuite sa chaîne sur Twitch, en janvier 2020. Elle est suivie par plus de 50 000 personnes en janvier 2021, également portée par le succès de la série Le Jeu de la dame, sur Netflix. Elle fait partie des vidéastes féminines du jeu d'échecs les plus suivies en 2020.

## Palmarès
Elle participe à plusieurs tournois aux côtés de sa mère. Elle participe notamment au festival d'échecs de Gibraltar, en 2018. Le premier prix féminin du tournoi est alors remporté par sa mère. À la suite de ce tournoi, elle devient maître FIDE féminin.
En 2019, elle termine à la 5e place lors du Championnat d'Europe d'échecs féminins des moins de 18 ans.

## Championnat par équipe
Anna Cramling fait partie de l'équipe féminine d'échecs de Suède dès l'âge de 14 ans en 2016, aux côtés de sa mère, son père étant capitaine de l'équipe. Elle participe notamment à l'Olympiade d'échecs de 2016 à Bakou, en Azerbaïdjan. Elle joue alors à l'échiquier de réserve (remplaçante). L'équipe de Suède termine à la 23e place sur 140 participantes.

## Création de l'ouverture "cow"
|   | a | b | c | d | e | f | g | h |   |
| 8 | Tour noire sur case blanche a8 · Dame noire sur case noire d8 · Tour noire sur case noire f8 · Roi noir sur case blanche g8 · Pion noir sur case noire a7 · Pion noir sur case blanche b7 · Pion noir sur case noire c7 · Pion noir sur case blanche f7 · Pion noir sur case noire g7 · Pion noir sur case blanche h7 · Cavalier noir sur case blanche c6 · Fou noir sur case noire d6 · Fou noir sur case blanche e6 · Cavalier noir sur case noire f6 · Pion noir sur case blanche d5 · Pion noir sur case noire e5 · Cavalier blanc sur case blanche b3 · Pion blanc sur case blanche d3 · Pion blanc sur case noire e3 · Cavalier blanc sur case noire g3 · Pion blanc sur case blanche a2 · Pion blanc sur case noire b2 · Pion blanc sur case blanche c2 · Fou blanc sur case noire d2 · Fou blanc sur case blanche e2 · Pion blanc sur case noire f2 · Pion blanc sur case blanche g2 · Pion blanc sur case noire h2 · Tour blanche sur case noire a1 · Dame blanche sur case blanche d1 · Roi blanc sur case noire e1 · Tour blanche sur case blanche h1 | Tour noire sur case blanche a8 · Dame noire sur case noire d8 · Tour noire sur case noire f8 · Roi noir sur case blanche g8 · Pion noir sur case noire a7 · Pion noir sur case blanche b7 · Pion noir sur case noire c7 · Pion noir sur case blanche f7 · Pion noir sur case noire g7 · Pion noir sur case blanche h7 · Cavalier noir sur case blanche c6 · Fou noir sur case noire d6 · Fou noir sur case blanche e6 · Cavalier noir sur case noire f6 · Pion noir sur case blanche d5 · Pion noir sur case noire e5 · Cavalier blanc sur case blanche b3 · Pion blanc sur case blanche d3 · Pion blanc sur case noire e3 · Cavalier blanc sur case noire g3 · Pion blanc sur case blanche a2 · Pion blanc sur case noire b2 · Pion blanc sur case blanche c2 · Fou blanc sur case noire d2 · Fou blanc sur case blanche e2 · Pion blanc sur case noire f2 · Pion blanc sur case blanche g2 · Pion blanc sur case noire h2 · Tour blanche sur case noire a1 · Dame blanche sur case blanche d1 · Roi blanc sur case noire e1 · Tour blanche sur case blanche h1 | Tour noire sur case blanche a8 · Dame noire sur case noire d8 · Tour noire sur case noire f8 · Roi noir sur case blanche g8 · Pion noir sur case noire a7 · Pion noir sur case blanche b7 · Pion noir sur case noire c7 · Pion noir sur case blanche f7 · Pion noir sur case noire g7 · Pion noir sur case blanche h7 · Cavalier noir sur case blanche c6 · Fou noir sur case noire d6 · Fou noir sur case blanche e6 · Cavalier noir sur case noire f6 · Pion noir sur case blanche d5 · Pion noir sur case noire e5 · Cavalier blanc sur case blanche b3 · Pion blanc sur case blanche d3 · Pion blanc sur case noire e3 · Cavalier blanc sur case noire g3 · Pion blanc sur case blanche a2 · Pion blanc sur case noire b2 · Pion blanc sur case blanche c2 · Fou blanc sur case noire d2 · Fou blanc sur case blanche e2 · Pion blanc sur case noire f2 · Pion blanc sur case blanche g2 · Pion blanc sur case noire h2 · Tour blanche sur case noire a1 · Dame blanche sur case blanche d1 · Roi blanc sur case noire e1 · Tour blanche sur case blanche h1 | Tour noire sur case blanche a8 · Dame noire sur case noire d8 · Tour noire sur case noire f8 · Roi noir sur case blanche g8 · Pion noir sur case noire a7 · Pion noir sur case blanche b7 · Pion noir sur case noire c7 · Pion noir sur case blanche f7 · Pion noir sur case noire g7 · Pion noir sur case blanche h7 · Cavalier noir sur case blanche c6 · Fou noir sur case noire d6 · Fou noir sur case blanche e6 · Cavalier noir sur case noire f6 · Pion noir sur case blanche d5 · Pion noir sur case noire e5 · Cavalier blanc sur case blanche b3 · Pion blanc sur case blanche d3 · Pion blanc sur case noire e3 · Cavalier blanc sur case noire g3 · Pion blanc sur case blanche a2 · Pion blanc sur case noire b2 · Pion blanc sur case blanche c2 · Fou blanc sur case noire d2 · Fou blanc sur case blanche e2 · Pion blanc sur case noire f2 · Pion blanc sur case blanche g2 · Pion blanc sur case noire h2 · Tour blanche sur case noire a1 · Dame blanche sur case blanche d1 · Roi blanc sur case noire e1 · Tour blanche sur case blanche h1 | Tour noire sur case blanche a8 · Dame noire sur case noire d8 · Tour noire sur case noire f8 · Roi noir sur case blanche g8 · Pion noir sur case noire a7 · Pion noir sur case blanche b7 · Pion noir sur case noire c7 · Pion noir sur case blanche f7 · Pion noir sur case noire g7 · Pion noir sur case blanche h7 · Cavalier noir sur case blanche c6 · Fou noir sur case noire d6 · Fou noir sur case blanche e6 · Cavalier noir sur case noire f6 · Pion noir sur case blanche d5 · Pion noir sur case noire e5 · Cavalier blanc sur case blanche b3 · Pion blanc sur case blanche d3 · Pion blanc sur case noire e3 · Cavalier blanc sur case noire g3 · Pion blanc sur case blanche a2 · Pion blanc sur case noire b2 · Pion blanc sur case blanche c2 · Fou blanc sur case noire d2 · Fou blanc sur case blanche e2 · Pion blanc sur case noire f2 · Pion blanc sur case blanche g2 · Pion blanc sur case noire h2 · Tour blanche sur case noire a1 · Dame blanche sur case blanche d1 · Roi blanc sur case noire e1 · Tour blanche sur case blanche h1 | Tour noire sur case blanche a8 · Dame noire sur case noire d8 · Tour noire sur case noire f8 · Roi noir sur case blanche g8 · Pion noir sur case noire a7 · Pion noir sur case blanche b7 · Pion noir sur case noire c7 · Pion noir sur case blanche f7 · Pion noir sur case noire g7 · Pion noir sur case blanche h7 · Cavalier noir sur case blanche c6 · Fou noir sur case noire d6 · Fou noir sur case blanche e6 · Cavalier noir sur case noire f6 · Pion noir sur case blanche d5 · Pion noir sur case noire e5 · Cavalier blanc sur case blanche b3 · Pion blanc sur case blanche d3 · Pion blanc sur case noire e3 · Cavalier blanc sur case noire g3 · Pion blanc sur case blanche a2 · Pion blanc sur case noire b2 · Pion blanc sur case blanche c2 · Fou blanc sur case noire d2 · Fou blanc sur case blanche e2 · Pion blanc sur case noire f2 · Pion blanc sur case blanche g2 · Pion blanc sur case noire h2 · Tour blanche sur case noire a1 · Dame blanche sur case blanche d1 · Roi blanc sur case noire e1 · Tour blanche sur case blanche h1 | Tour noire sur case blanche a8 · Dame noire sur case noire d8 · Tour noire sur case noire f8 · Roi noir sur case blanche g8 · Pion noir sur case noire a7 · Pion noir sur case blanche b7 · Pion noir sur case noire c7 · Pion noir sur case blanche f7 · Pion noir sur case noire g7 · Pion noir sur case blanche h7 · Cavalier noir sur case blanche c6 · Fou noir sur case noire d6 · Fou noir sur case blanche e6 · Cavalier noir sur case noire f6 · Pion noir sur case blanche d5 · Pion noir sur case noire e5 · Cavalier blanc sur case blanche b3 · Pion blanc sur case blanche d3 · Pion blanc sur case noire e3 · Cavalier blanc sur case noire g3 · Pion blanc sur case blanche a2 · Pion blanc sur case noire b2 · Pion blanc sur case blanche c2 · Fou blanc sur case noire d2 · Fou blanc sur case blanche e2 · Pion blanc sur case noire f2 · Pion blanc sur case blanche g2 · Pion blanc sur case noire h2 · Tour blanche sur case noire a1 · Dame blanche sur case blanche d1 · Roi blanc sur case noire e1 · Tour blanche sur case blanche h1 | Tour noire sur case blanche a8 · Dame noire sur case noire d8 · Tour noire sur case noire f8 · Roi noir sur case blanche g8 · Pion noir sur case noire a7 · Pion noir sur case blanche b7 · Pion noir sur case noire c7 · Pion noir sur case blanche f7 · Pion noir sur case noire g7 · Pion noir sur case blanche h7 · Cavalier noir sur case blanche c6 · Fou noir sur case noire d6 · Fou noir sur case blanche e6 · Cavalier noir sur case noire f6 · Pion noir sur case blanche d5 · Pion noir sur case noire e5 · Cavalier blanc sur case blanche b3 · Pion blanc sur case blanche d3 · Pion blanc sur case noire e3 · Cavalier blanc sur case noire g3 · Pion blanc sur case blanche a2 · Pion blanc sur case noire b2 · Pion blanc sur case blanche c2 · Fou blanc sur case noire d2 · Fou blanc sur case blanche e2 · Pion blanc sur case noire f2 · Pion blanc sur case blanche g2 · Pion blanc sur case noire h2 · Tour blanche sur case noire a1 · Dame blanche sur case blanche d1 · Roi blanc sur case noire e1 · Tour blanche sur case blanche h1 | 8 |
| 7 | Tour noire sur case blanche a8 · Dame noire sur case noire d8 · Tour noire sur case noire f8 · Roi noir sur case blanche g8 · Pion noir sur case noire a7 · Pion noir sur case blanche b7 · Pion noir sur case noire c7 · Pion noir sur case blanche f7 · Pion noir sur case noire g7 · Pion noir sur case blanche h7 · Cavalier noir sur case blanche c6 · Fou noir sur case noire d6 · Fou noir sur case blanche e6 · Cavalier noir sur case noire f6 · Pion noir sur case blanche d5 · Pion noir sur case noire e5 · Cavalier blanc sur case blanche b3 · Pion blanc sur case blanche d3 · Pion blanc sur case noire e3 · Cavalier blanc sur case noire g3 · Pion blanc sur case blanche a2 · Pion blanc sur case noire b2 · Pion blanc sur case blanche c2 · Fou blanc sur case noire d2 · Fou blanc sur case blanche e2 · Pion blanc sur case noire f2 · Pion blanc sur case blanche g2 · Pion blanc sur case noire h2 · Tour blanche sur case noire a1 · Dame blanche sur case blanche d1 · Roi blanc sur case noire e1 · Tour blanche sur case blanche h1 | Tour noire sur case blanche a8 · Dame noire sur case noire d8 · Tour noire sur case noire f8 · Roi noir sur case blanche g8 · Pion noir sur case noire a7 · Pion noir sur case blanche b7 · Pion noir sur case noire c7 · Pion noir sur case blanche f7 · Pion noir sur case noire g7 · Pion noir sur case blanche h7 · Cavalier noir sur case blanche c6 · Fou noir sur case noire d6 · Fou noir sur case blanche e6 · Cavalier noir sur case noire f6 · Pion noir sur case blanche d5 · Pion noir sur case noire e5 · Cavalier blanc sur case blanche b3 · Pion blanc sur case blanche d3 · Pion blanc sur case noire e3 · Cavalier blanc sur case noire g3 · Pion blanc sur case blanche a2 · Pion blanc sur case noire b2 · Pion blanc sur case blanche c2 · Fou blanc sur case noire d2 · Fou blanc sur case blanche e2 · Pion blanc sur case noire f2 · Pion blanc sur case blanche g2 · Pion blanc sur case noire h2 · Tour blanche sur case noire a1 · Dame blanche sur case blanche d1 · Roi blanc sur case noire e1 · Tour blanche sur case blanche h1 | Tour noire sur case blanche a8 · Dame noire sur case noire d8 · Tour noire sur case noire f8 · Roi noir sur case blanche g8 · Pion noir sur case noire a7 · Pion noir sur case blanche b7 · Pion noir sur case noire c7 · Pion noir sur case blanche f7 · Pion noir sur case noire g7 · Pion noir sur case blanche h7 · Cavalier noir sur case blanche c6 · Fou noir sur case noire d6 · Fou noir sur case blanche e6 · Cavalier noir sur case noire f6 · Pion noir sur case blanche d5 · Pion noir sur case noire e5 · Cavalier blanc sur case blanche b3 · Pion blanc sur case blanche d3 · Pion blanc sur case noire e3 · Cavalier blanc sur case noire g3 · Pion blanc sur case blanche a2 · Pion blanc sur case noire b2 · Pion blanc sur case blanche c2 · Fou blanc sur case noire d2 · Fou blanc sur case blanche e2 · Pion blanc sur case noire f2 · Pion blanc sur case blanche g2 · Pion blanc sur case noire h2 · Tour blanche sur case noire a1 · Dame blanche sur case blanche d1 · Roi blanc sur case noire e1 · Tour blanche sur case blanche h1 | Tour noire sur case blanche a8 · Dame noire sur case noire d8 · Tour noire sur case noire f8 · Roi noir sur case blanche g8 · Pion noir sur case noire a7 · Pion noir sur case blanche b7 · Pion noir sur case noire c7 · Pion noir sur case blanche f7 · Pion noir sur case noire g7 · Pion noir sur case blanche h7 · Cavalier noir sur case blanche c6 · Fou noir sur case noire d6 · Fou noir sur case blanche e6 · Cavalier noir sur case noire f6 · Pion noir sur case blanche d5 · Pion noir sur case noire e5 · Cavalier blanc sur case blanche b3 · Pion blanc sur case blanche d3 · Pion blanc sur case noire e3 · Cavalier blanc sur case noire g3 · Pion blanc sur case blanche a2 · Pion blanc sur case noire b2 · Pion blanc sur case blanche c2 · Fou blanc sur case noire d2 · Fou blanc sur case blanche e2 · Pion blanc sur case noire f2 · Pion blanc sur case blanche g2 · Pion blanc sur case noire h2 · Tour blanche sur case noire a1 · Dame blanche sur case blanche d1 · Roi blanc sur case noire e1 · Tour blanche sur case blanche h1 | Tour noire sur case blanche a8 · Dame noire sur case noire d8 · Tour noire sur case noire f8 · Roi noir sur case blanche g8 · Pion noir sur case noire a7 · Pion noir sur case blanche b7 · Pion noir sur case noire c7 · Pion noir sur case blanche f7 · Pion noir sur case noire g7 · Pion noir sur case blanche h7 · Cavalier noir sur case blanche c6 · Fou noir sur case noire d6 · Fou noir sur case blanche e6 · Cavalier noir sur case noire f6 · Pion noir sur case blanche d5 · Pion noir sur case noire e5 · Cavalier blanc sur case blanche b3 · Pion blanc sur case blanche d3 · Pion blanc sur case noire e3 · Cavalier blanc sur case noire g3 · Pion blanc sur case blanche a2 · Pion blanc sur case noire b2 · Pion blanc sur case blanche c2 · Fou blanc sur case noire d2 · Fou blanc sur case blanche e2 · Pion blanc sur case noire f2 · Pion blanc sur case blanche g2 · Pion blanc sur case noire h2 · Tour blanche sur case noire a1 · Dame blanche sur case blanche d1 · Roi blanc sur case noire e1 · Tour blanche sur case blanche h1 | Tour noire sur case blanche a8 · Dame noire sur case noire d8 · Tour noire sur case noire f8 · Roi noir sur case blanche g8 · Pion noir sur case noire a7 · Pion noir sur case blanche b7 · Pion noir sur case noire c7 · Pion noir sur case blanche f7 · Pion noir sur case noire g7 · Pion noir sur case blanche h7 · Cavalier noir sur case blanche c6 · Fou noir sur case noire d6 · Fou noir sur case blanche e6 · Cavalier noir sur case noire f6 · Pion noir sur case blanche d5 · Pion noir sur case noire e5 · Cavalier blanc sur case blanche b3 · Pion blanc sur case blanche d3 · Pion blanc sur case noire e3 · Cavalier blanc sur case noire g3 · Pion blanc sur case blanche a2 · Pion blanc sur case noire b2 · Pion blanc sur case blanche c2 · Fou blanc sur case noire d2 · Fou blanc sur case blanche e2 · Pion blanc sur case noire f2 · Pion blanc sur case blanche g2 · Pion blanc sur case noire h2 · Tour blanche sur case noire a1 · Dame blanche sur case blanche d1 · Roi blanc sur case noire e1 · Tour blanche sur case blanche h1 | Tour noire sur case blanche a8 · Dame noire sur case noire d8 · Tour noire sur case noire f8 · Roi noir sur case blanche g8 · Pion noir sur case noire a7 · Pion noir sur case blanche b7 · Pion noir sur case noire c7 · Pion noir sur case blanche f7 · Pion noir sur case noire g7 · Pion noir sur case blanche h7 · Cavalier noir sur case blanche c6 · Fou noir sur case noire d6 · Fou noir sur case blanche e6 · Cavalier noir sur case noire f6 · Pion noir sur case blanche d5 · Pion noir sur case noire e5 · Cavalier blanc sur case blanche b3 · Pion blanc sur case blanche d3 · Pion blanc sur case noire e3 · Cavalier blanc sur case noire g3 · Pion blanc sur case blanche a2 · Pion blanc sur case noire b2 · Pion blanc sur case blanche c2 · Fou blanc sur case noire d2 · Fou blanc sur case blanche e2 · Pion blanc sur case noire f2 · Pion blanc sur case blanche g2 · Pion blanc sur case noire h2 · Tour blanche sur case noire a1 · Dame blanche sur case blanche d1 · Roi blanc sur case noire e1 · Tour blanche sur case blanche h1 | Tour noire sur case blanche a8 · Dame noire sur case noire d8 · Tour noire sur case noire f8 · Roi noir sur case blanche g8 · Pion noir sur case noire a7 · Pion noir sur case blanche b7 · Pion noir sur case noire c7 · Pion noir sur case blanche f7 · Pion noir sur case noire g7 · Pion noir sur case blanche h7 · Cavalier noir sur case blanche c6 · Fou noir sur case noire d6 · Fou noir sur case blanche e6 · Cavalier noir sur case noire f6 · Pion noir sur case blanche d5 · Pion noir sur case noire e5 · Cavalier blanc sur case blanche b3 · Pion blanc sur case blanche d3 · Pion blanc sur case noire e3 · Cavalier blanc sur case noire g3 · Pion blanc sur case blanche a2 · Pion blanc sur case noire b2 · Pion blanc sur case blanche c2 · Fou blanc sur case noire d2 · Fou blanc sur case blanche e2 · Pion blanc sur case noire f2 · Pion blanc sur case blanche g2 · Pion blanc sur case noire h2 · Tour blanche sur case noire a1 · Dame blanche sur case blanche d1 · Roi blanc sur case noire e1 · Tour blanche sur case blanche h1 | 7 |
| 6 | Tour noire sur case blanche a8 · Dame noire sur case noire d8 · Tour noire sur case noire f8 · Roi noir sur case blanche g8 · Pion noir sur case noire a7 · Pion noir sur case blanche b7 · Pion noir sur case noire c7 · Pion noir sur case blanche f7 · Pion noir sur case noire g7 · Pion noir sur case blanche h7 · Cavalier noir sur case blanche c6 · Fou noir sur case noire d6 · Fou noir sur case blanche e6 · Cavalier noir sur case noire f6 · Pion noir sur case blanche d5 · Pion noir sur case noire e5 · Cavalier blanc sur case blanche b3 · Pion blanc sur case blanche d3 · Pion blanc sur case noire e3 · Cavalier blanc sur case noire g3 · Pion blanc sur case blanche a2 · Pion blanc sur case noire b2 · Pion blanc sur case blanche c2 · Fou blanc sur case noire d2 · Fou blanc sur case blanche e2 · Pion blanc sur case noire f2 · Pion blanc sur case blanche g2 · Pion blanc sur case noire h2 · Tour blanche sur case noire a1 · Dame blanche sur case blanche d1 · Roi blanc sur case noire e1 · Tour blanche sur case blanche h1 | Tour noire sur case blanche a8 · Dame noire sur case noire d8 · Tour noire sur case noire f8 · Roi noir sur case blanche g8 · Pion noir sur case noire a7 · Pion noir sur case blanche b7 · Pion noir sur case noire c7 · Pion noir sur case blanche f7 · Pion noir sur case noire g7 · Pion noir sur case blanche h7 · Cavalier noir sur case blanche c6 · Fou noir sur case noire d6 · Fou noir sur case blanche e6 · Cavalier noir sur case noire f6 · Pion noir sur case blanche d5 · Pion noir sur case noire e5 · Cavalier blanc sur case blanche b3 · Pion blanc sur case blanche d3 · Pion blanc sur case noire e3 · Cavalier blanc sur case noire g3 · Pion blanc sur case blanche a2 · Pion blanc sur case noire b2 · Pion blanc sur case blanche c2 · Fou blanc sur case noire d2 · Fou blanc sur case blanche e2 · Pion blanc sur case noire f2 · Pion blanc sur case blanche g2 · Pion blanc sur case noire h2 · Tour blanche sur case noire a1 · Dame blanche sur case blanche d1 · Roi blanc sur case noire e1 · Tour blanche sur case blanche h1 | Tour noire sur case blanche a8 · Dame noire sur case noire d8 · Tour noire sur case noire f8 · Roi noir sur case blanche g8 · Pion noir sur case noire a7 · Pion noir sur case blanche b7 · Pion noir sur case noire c7 · Pion noir sur case blanche f7 · Pion noir sur case noire g7 · Pion noir sur case blanche h7 · Cavalier noir sur case blanche c6 · Fou noir sur case noire d6 · Fou noir sur case blanche e6 · Cavalier noir sur case noire f6 · Pion noir sur case blanche d5 · Pion noir sur case noire e5 · Cavalier blanc sur case blanche b3 · Pion blanc sur case blanche d3 · Pion blanc sur case noire e3 · Cavalier blanc sur case noire g3 · Pion blanc sur case blanche a2 · Pion blanc sur case noire b2 · Pion blanc sur case blanche c2 · Fou blanc sur case noire d2 · Fou blanc sur case blanche e2 · Pion blanc sur case noire f2 · Pion blanc sur case blanche g2 · Pion blanc sur case noire h2 · Tour blanche sur case noire a1 · Dame blanche sur case blanche d1 · Roi blanc sur case noire e1 · Tour blanche sur case blanche h1 | Tour noire sur case blanche a8 · Dame noire sur case noire d8 · Tour noire sur case noire f8 · Roi noir sur case blanche g8 · Pion noir sur case noire a7 · Pion noir sur case blanche b7 · Pion noir sur case noire c7 · Pion noir sur case blanche f7 · Pion noir sur case noire g7 · Pion noir sur case blanche h7 · Cavalier noir sur case blanche c6 · Fou noir sur case noire d6 · Fou noir sur case blanche e6 · Cavalier noir sur case noire f6 · Pion noir sur case blanche d5 · Pion noir sur case noire e5 · Cavalier blanc sur case blanche b3 · Pion blanc sur case blanche d3 · Pion blanc sur case noire e3 · Cavalier blanc sur case noire g3 · Pion blanc sur case blanche a2 · Pion blanc sur case noire b2 · Pion blanc sur case blanche c2 · Fou blanc sur case noire d2 · Fou blanc sur case blanche e2 · Pion blanc sur case noire f2 · Pion blanc sur case blanche g2 · Pion blanc sur case noire h2 · Tour blanche sur case noire a1 · Dame blanche sur case blanche d1 · Roi blanc sur case noire e1 · Tour blanche sur case blanche h1 | Tour noire sur case blanche a8 · Dame noire sur case noire d8 · Tour noire sur case noire f8 · Roi noir sur case blanche g8 · Pion noir sur case noire a7 · Pion noir sur case blanche b7 · Pion noir sur case noire c7 · Pion noir sur case blanche f7 · Pion noir sur case noire g7 · Pion noir sur case blanche h7 · Cavalier noir sur case blanche c6 · Fou noir sur case noire d6 · Fou noir sur case blanche e6 · Cavalier noir sur case noire f6 · Pion noir sur case blanche d5 · Pion noir sur case noire e5 · Cavalier blanc sur case blanche b3 · Pion blanc sur case blanche d3 · Pion blanc sur case noire e3 · Cavalier blanc sur case noire g3 · Pion blanc sur case blanche a2 · Pion blanc sur case noire b2 · Pion blanc sur case blanche c2 · Fou blanc sur case noire d2 · Fou blanc sur case blanche e2 · Pion blanc sur case noire f2 · Pion blanc sur case blanche g2 · Pion blanc sur case noire h2 · Tour blanche sur case noire a1 · Dame blanche sur case blanche d1 · Roi blanc sur case noire e1 · Tour blanche sur case blanche h1 | Tour noire sur case blanche a8 · Dame noire sur case noire d8 · Tour noire sur case noire f8 · Roi noir sur case blanche g8 · Pion noir sur case noire a7 · Pion noir sur case blanche b7 · Pion noir sur case noire c7 · Pion noir sur case blanche f7 · Pion noir sur case noire g7 · Pion noir sur case blanche h7 · Cavalier noir sur case blanche c6 · Fou noir sur case noire d6 · Fou noir sur case blanche e6 · Cavalier noir sur case noire f6 · Pion noir sur case blanche d5 · Pion noir sur case noire e5 · Cavalier blanc sur case blanche b3 · Pion blanc sur case blanche d3 · Pion blanc sur case noire e3 · Cavalier blanc sur case noire g3 · Pion blanc sur case blanche a2 · Pion blanc sur case noire b2 · Pion blanc sur case blanche c2 · Fou blanc sur case noire d2 · Fou blanc sur case blanche e2 · Pion blanc sur case noire f2 · Pion blanc sur case blanche g2 · Pion blanc sur case noire h2 · Tour blanche sur case noire a1 · Dame blanche sur case blanche d1 · Roi blanc sur case noire e1 · Tour blanche sur case blanche h1 | Tour noire sur case blanche a8 · Dame noire sur case noire d8 · Tour noire sur case noire f8 · Roi noir sur case blanche g8 · Pion noir sur case noire a7 · Pion noir sur case blanche b7 · Pion noir sur case noire c7 · Pion noir sur case blanche f7 · Pion noir sur case noire g7 · Pion noir sur case blanche h7 · Cavalier noir sur case blanche c6 · Fou noir sur case noire d6 · Fou noir sur case blanche e6 · Cavalier noir sur case noire f6 · Pion noir sur case blanche d5 · Pion noir sur case noire e5 · Cavalier blanc sur case blanche b3 · Pion blanc sur case blanche d3 · Pion blanc sur case noire e3 · Cavalier blanc sur case noire g3 · Pion blanc sur case blanche a2 · Pion blanc sur case noire b2 · Pion blanc sur case blanche c2 · Fou blanc sur case noire d2 · Fou blanc sur case blanche e2 · Pion blanc sur case noire f2 · Pion blanc sur case blanche g2 · Pion blanc sur case noire h2 · Tour blanche sur case noire a1 · Dame blanche sur case blanche d1 · Roi blanc sur case noire e1 · Tour blanche sur case blanche h1 | Tour noire sur case blanche a8 · Dame noire sur case noire d8 · Tour noire sur case noire f8 · Roi noir sur case blanche g8 · Pion noir sur case noire a7 · Pion noir sur case blanche b7 · Pion noir sur case noire c7 · Pion noir sur case blanche f7 · Pion noir sur case noire g7 · Pion noir sur case blanche h7 · Cavalier noir sur case blanche c6 · Fou noir sur case noire d6 · Fou noir sur case blanche e6 · Cavalier noir sur case noire f6 · Pion noir sur case blanche d5 · Pion noir sur case noire e5 · Cavalier blanc sur case blanche b3 · Pion blanc sur case blanche d3 · Pion blanc sur case noire e3 · Cavalier blanc sur case noire g3 · Pion blanc sur case blanche a2 · Pion blanc sur case noire b2 · Pion blanc sur case blanche c2 · Fou blanc sur case noire d2 · Fou blanc sur case blanche e2 · Pion blanc sur case noire f2 · Pion blanc sur case blanche g2 · Pion blanc sur case noire h2 · Tour blanche sur case noire a1 · Dame blanche sur case blanche d1 · Roi blanc sur case noire e1 · Tour blanche sur case blanche h1 | 6 |
| 5 | Tour noire sur case blanche a8 · Dame noire sur case noire d8 · Tour noire sur case noire f8 · Roi noir sur case blanche g8 · Pion noir sur case noire a7 · Pion noir sur case blanche b7 · Pion noir sur case noire c7 · Pion noir sur case blanche f7 · Pion noir sur case noire g7 · Pion noir sur case blanche h7 · Cavalier noir sur case blanche c6 · Fou noir sur case noire d6 · Fou noir sur case blanche e6 · Cavalier noir sur case noire f6 · Pion noir sur case blanche d5 · Pion noir sur case noire e5 · Cavalier blanc sur case blanche b3 · Pion blanc sur case blanche d3 · Pion blanc sur case noire e3 · Cavalier blanc sur case noire g3 · Pion blanc sur case blanche a2 · Pion blanc sur case noire b2 · Pion blanc sur case blanche c2 · Fou blanc sur case noire d2 · Fou blanc sur case blanche e2 · Pion blanc sur case noire f2 · Pion blanc sur case blanche g2 · Pion blanc sur case noire h2 · Tour blanche sur case noire a1 · Dame blanche sur case blanche d1 · Roi blanc sur case noire e1 · Tour blanche sur case blanche h1 | Tour noire sur case blanche a8 · Dame noire sur case noire d8 · Tour noire sur case noire f8 · Roi noir sur case blanche g8 · Pion noir sur case noire a7 · Pion noir sur case blanche b7 · Pion noir sur case noire c7 · Pion noir sur case blanche f7 · Pion noir sur case noire g7 · Pion noir sur case blanche h7 · Cavalier noir sur case blanche c6 · Fou noir sur case noire d6 · Fou noir sur case blanche e6 · Cavalier noir sur case noire f6 · Pion noir sur case blanche d5 · Pion noir sur case noire e5 · Cavalier blanc sur case blanche b3 · Pion blanc sur case blanche d3 · Pion blanc sur case noire e3 · Cavalier blanc sur case noire g3 · Pion blanc sur case blanche a2 · Pion blanc sur case noire b2 · Pion blanc sur case blanche c2 · Fou blanc sur case noire d2 · Fou blanc sur case blanche e2 · Pion blanc sur case noire f2 · Pion blanc sur case blanche g2 · Pion blanc sur case noire h2 · Tour blanche sur case noire a1 · Dame blanche sur case blanche d1 · Roi blanc sur case noire e1 · Tour blanche sur case blanche h1 | Tour noire sur case blanche a8 · Dame noire sur case noire d8 · Tour noire sur case noire f8 · Roi noir sur case blanche g8 · Pion noir sur case noire a7 · Pion noir sur case blanche b7 · Pion noir sur case noire c7 · Pion noir sur case blanche f7 · Pion noir sur case noire g7 · Pion noir sur case blanche h7 · Cavalier noir sur case blanche c6 · Fou noir sur case noire d6 · Fou noir sur case blanche e6 · Cavalier noir sur case noire f6 · Pion noir sur case blanche d5 · Pion noir sur case noire e5 · Cavalier blanc sur case blanche b3 · Pion blanc sur case blanche d3 · Pion blanc sur case noire e3 · Cavalier blanc sur case noire g3 · Pion blanc sur case blanche a2 · Pion blanc sur case noire b2 · Pion blanc sur case blanche c2 · Fou blanc sur case noire d2 · Fou blanc sur case blanche e2 · Pion blanc sur case noire f2 · Pion blanc sur case blanche g2 · Pion blanc sur case noire h2 · Tour blanche sur case noire a1 · Dame blanche sur case blanche d1 · Roi blanc sur case noire e1 · Tour blanche sur case blanche h1 | Tour noire sur case blanche a8 · Dame noire sur case noire d8 · Tour noire sur case noire f8 · Roi noir sur case blanche g8 · Pion noir sur case noire a7 · Pion noir sur case blanche b7 · Pion noir sur case noire c7 · Pion noir sur case blanche f7 · Pion noir sur case noire g7 · Pion noir sur case blanche h7 · Cavalier noir sur case blanche c6 · Fou noir sur case noire d6 · Fou noir sur case blanche e6 · Cavalier noir sur case noire f6 · Pion noir sur case blanche d5 · Pion noir sur case noire e5 · Cavalier blanc sur case blanche b3 · Pion blanc sur case blanche d3 · Pion blanc sur case noire e3 · Cavalier blanc sur case noire g3 · Pion blanc sur case blanche a2 · Pion blanc sur case noire b2 · Pion blanc sur case blanche c2 · Fou blanc sur case noire d2 · Fou blanc sur case blanche e2 · Pion blanc sur case noire f2 · Pion blanc sur case blanche g2 · Pion blanc sur case noire h2 · Tour blanche sur case noire a1 · Dame blanche sur case blanche d1 · Roi blanc sur case noire e1 · Tour blanche sur case blanche h1 | Tour noire sur case blanche a8 · Dame noire sur case noire d8 · Tour noire sur case noire f8 · Roi noir sur case blanche g8 · Pion noir sur case noire a7 · Pion noir sur case blanche b7 · Pion noir sur case noire c7 · Pion noir sur case blanche f7 · Pion noir sur case noire g7 · Pion noir sur case blanche h7 · Cavalier noir sur case blanche c6 · Fou noir sur case noire d6 · Fou noir sur case blanche e6 · Cavalier noir sur case noire f6 · Pion noir sur case blanche d5 · Pion noir sur case noire e5 · Cavalier blanc sur case blanche b3 · Pion blanc sur case blanche d3 · Pion blanc sur case noire e3 · Cavalier blanc sur case noire g3 · Pion blanc sur case blanche a2 · Pion blanc sur case noire b2 · Pion blanc sur case blanche c2 · Fou blanc sur case noire d2 · Fou blanc sur case blanche e2 · Pion blanc sur case noire f2 · Pion blanc sur case blanche g2 · Pion blanc sur case noire h2 · Tour blanche sur case noire a1 · Dame blanche sur case blanche d1 · Roi blanc sur case noire e1 · Tour blanche sur case blanche h1 | Tour noire sur case blanche a8 · Dame noire sur case noire d8 · Tour noire sur case noire f8 · Roi noir sur case blanche g8 · Pion noir sur case noire a7 · Pion noir sur case blanche b7 · Pion noir sur case noire c7 · Pion noir sur case blanche f7 · Pion noir sur case noire g7 · Pion noir sur case blanche h7 · Cavalier noir sur case blanche c6 · Fou noir sur case noire d6 · Fou noir sur case blanche e6 · Cavalier noir sur case noire f6 · Pion noir sur case blanche d5 · Pion noir sur case noire e5 · Cavalier blanc sur case blanche b3 · Pion blanc sur case blanche d3 · Pion blanc sur case noire e3 · Cavalier blanc sur case noire g3 · Pion blanc sur case blanche a2 · Pion blanc sur case noire b2 · Pion blanc sur case blanche c2 · Fou blanc sur case noire d2 · Fou blanc sur case blanche e2 · Pion blanc sur case noire f2 · Pion blanc sur case blanche g2 · Pion blanc sur case noire h2 · Tour blanche sur case noire a1 · Dame blanche sur case blanche d1 · Roi blanc sur case noire e1 · Tour blanche sur case blanche h1 | Tour noire sur case blanche a8 · Dame noire sur case noire d8 · Tour noire sur case noire f8 · Roi noir sur case blanche g8 · Pion noir sur case noire a7 · Pion noir sur case blanche b7 · Pion noir sur case noire c7 · Pion noir sur case blanche f7 · Pion noir sur case noire g7 · Pion noir sur case blanche h7 · Cavalier noir sur case blanche c6 · Fou noir sur case noire d6 · Fou noir sur case blanche e6 · Cavalier noir sur case noire f6 · Pion noir sur case blanche d5 · Pion noir sur case noire e5 · Cavalier blanc sur case blanche b3 · Pion blanc sur case blanche d3 · Pion blanc sur case noire e3 · Cavalier blanc sur case noire g3 · Pion blanc sur case blanche a2 · Pion blanc sur case noire b2 · Pion blanc sur case blanche c2 · Fou blanc sur case noire d2 · Fou blanc sur case blanche e2 · Pion blanc sur case noire f2 · Pion blanc sur case blanche g2 · Pion blanc sur case noire h2 · Tour blanche sur case noire a1 · Dame blanche sur case blanche d1 · Roi blanc sur case noire e1 · Tour blanche sur case blanche h1 | Tour noire sur case blanche a8 · Dame noire sur case noire d8 · Tour noire sur case noire f8 · Roi noir sur case blanche g8 · Pion noir sur case noire a7 · Pion noir sur case blanche b7 · Pion noir sur case noire c7 · Pion noir sur case blanche f7 · Pion noir sur case noire g7 · Pion noir sur case blanche h7 · Cavalier noir sur case blanche c6 · Fou noir sur case noire d6 · Fou noir sur case blanche e6 · Cavalier noir sur case noire f6 · Pion noir sur case blanche d5 · Pion noir sur case noire e5 · Cavalier blanc sur case blanche b3 · Pion blanc sur case blanche d3 · Pion blanc sur case noire e3 · Cavalier blanc sur case noire g3 · Pion blanc sur case blanche a2 · Pion blanc sur case noire b2 · Pion blanc sur case blanche c2 · Fou blanc sur case noire d2 · Fou blanc sur case blanche e2 · Pion blanc sur case noire f2 · Pion blanc sur case blanche g2 · Pion blanc sur case noire h2 · Tour blanche sur case noire a1 · Dame blanche sur case blanche d1 · Roi blanc sur case noire e1 · Tour blanche sur case blanche h1 | 5 |
| 4 | Tour noire sur case blanche a8 · Dame noire sur case noire d8 · Tour noire sur case noire f8 · Roi noir sur case blanche g8 · Pion noir sur case noire a7 · Pion noir sur case blanche b7 · Pion noir sur case noire c7 · Pion noir sur case blanche f7 · Pion noir sur case noire g7 · Pion noir sur case blanche h7 · Cavalier noir sur case blanche c6 · Fou noir sur case noire d6 · Fou noir sur case blanche e6 · Cavalier noir sur case noire f6 · Pion noir sur case blanche d5 · Pion noir sur case noire e5 · Cavalier blanc sur case blanche b3 · Pion blanc sur case blanche d3 · Pion blanc sur case noire e3 · Cavalier blanc sur case noire g3 · Pion blanc sur case blanche a2 · Pion blanc sur case noire b2 · Pion blanc sur case blanche c2 · Fou blanc sur case noire d2 · Fou blanc sur case blanche e2 · Pion blanc sur case noire f2 · Pion blanc sur case blanche g2 · Pion blanc sur case noire h2 · Tour blanche sur case noire a1 · Dame blanche sur case blanche d1 · Roi blanc sur case noire e1 · Tour blanche sur case blanche h1 | Tour noire sur case blanche a8 · Dame noire sur case noire d8 · Tour noire sur case noire f8 · Roi noir sur case blanche g8 · Pion noir sur case noire a7 · Pion noir sur case blanche b7 · Pion noir sur case noire c7 · Pion noir sur case blanche f7 · Pion noir sur case noire g7 · Pion noir sur case blanche h7 · Cavalier noir sur case blanche c6 · Fou noir sur case noire d6 · Fou noir sur case blanche e6 · Cavalier noir sur case noire f6 · Pion noir sur case blanche d5 · Pion noir sur case noire e5 · Cavalier blanc sur case blanche b3 · Pion blanc sur case blanche d3 · Pion blanc sur case noire e3 · Cavalier blanc sur case noire g3 · Pion blanc sur case blanche a2 · Pion blanc sur case noire b2 · Pion blanc sur case blanche c2 · Fou blanc sur case noire d2 · Fou blanc sur case blanche e2 · Pion blanc sur case noire f2 · Pion blanc sur case blanche g2 · Pion blanc sur case noire h2 · Tour blanche sur case noire a1 · Dame blanche sur case blanche d1 · Roi blanc sur case noire e1 · Tour blanche sur case blanche h1 | Tour noire sur case blanche a8 · Dame noire sur case noire d8 · Tour noire sur case noire f8 · Roi noir sur case blanche g8 · Pion noir sur case noire a7 · Pion noir sur case blanche b7 · Pion noir sur case noire c7 · Pion noir sur case blanche f7 · Pion noir sur case noire g7 · Pion noir sur case blanche h7 · Cavalier noir sur case blanche c6 · Fou noir sur case noire d6 · Fou noir sur case blanche e6 · Cavalier noir sur case noire f6 · Pion noir sur case blanche d5 · Pion noir sur case noire e5 · Cavalier blanc sur case blanche b3 · Pion blanc sur case blanche d3 · Pion blanc sur case noire e3 · Cavalier blanc sur case noire g3 · Pion blanc sur case blanche a2 · Pion blanc sur case noire b2 · Pion blanc sur case blanche c2 · Fou blanc sur case noire d2 · Fou blanc sur case blanche e2 · Pion blanc sur case noire f2 · Pion blanc sur case blanche g2 · Pion blanc sur case noire h2 · Tour blanche sur case noire a1 · Dame blanche sur case blanche d1 · Roi blanc sur case noire e1 · Tour blanche sur case blanche h1 | Tour noire sur case blanche a8 · Dame noire sur case noire d8 · Tour noire sur case noire f8 · Roi noir sur case blanche g8 · Pion noir sur case noire a7 · Pion noir sur case blanche b7 · Pion noir sur case noire c7 · Pion noir sur case blanche f7 · Pion noir sur case noire g7 · Pion noir sur case blanche h7 · Cavalier noir sur case blanche c6 · Fou noir sur case noire d6 · Fou noir sur case blanche e6 · Cavalier noir sur case noire f6 · Pion noir sur case blanche d5 · Pion noir sur case noire e5 · Cavalier blanc sur case blanche b3 · Pion blanc sur case blanche d3 · Pion blanc sur case noire e3 · Cavalier blanc sur case noire g3 · Pion blanc sur case blanche a2 · Pion blanc sur case noire b2 · Pion blanc sur case blanche c2 · Fou blanc sur case noire d2 · Fou blanc sur case blanche e2 · Pion blanc sur case noire f2 · Pion blanc sur case blanche g2 · Pion blanc sur case noire h2 · Tour blanche sur case noire a1 · Dame blanche sur case blanche d1 · Roi blanc sur case noire e1 · Tour blanche sur case blanche h1 | Tour noire sur case blanche a8 · Dame noire sur case noire d8 · Tour noire sur case noire f8 · Roi noir sur case blanche g8 · Pion noir sur case noire a7 · Pion noir sur case blanche b7 · Pion noir sur case noire c7 · Pion noir sur case blanche f7 · Pion noir sur case noire g7 · Pion noir sur case blanche h7 · Cavalier noir sur case blanche c6 · Fou noir sur case noire d6 · Fou noir sur case blanche e6 · Cavalier noir sur case noire f6 · Pion noir sur case blanche d5 · Pion noir sur case noire e5 · Cavalier blanc sur case blanche b3 · Pion blanc sur case blanche d3 · Pion blanc sur case noire e3 · Cavalier blanc sur case noire g3 · Pion blanc sur case blanche a2 · Pion blanc sur case noire b2 · Pion blanc sur case blanche c2 · Fou blanc sur case noire d2 · Fou blanc sur case blanche e2 · Pion blanc sur case noire f2 · Pion blanc sur case blanche g2 · Pion blanc sur case noire h2 · Tour blanche sur case noire a1 · Dame blanche sur case blanche d1 · Roi blanc sur case noire e1 · Tour blanche sur case blanche h1 | Tour noire sur case blanche a8 · Dame noire sur case noire d8 · Tour noire sur case noire f8 · Roi noir sur case blanche g8 · Pion noir sur case noire a7 · Pion noir sur case blanche b7 · Pion noir sur case noire c7 · Pion noir sur case blanche f7 · Pion noir sur case noire g7 · Pion noir sur case blanche h7 · Cavalier noir sur case blanche c6 · Fou noir sur case noire d6 · Fou noir sur case blanche e6 · Cavalier noir sur case noire f6 · Pion noir sur case blanche d5 · Pion noir sur case noire e5 · Cavalier blanc sur case blanche b3 · Pion blanc sur case blanche d3 · Pion blanc sur case noire e3 · Cavalier blanc sur case noire g3 · Pion blanc sur case blanche a2 · Pion blanc sur case noire b2 · Pion blanc sur case blanche c2 · Fou blanc sur case noire d2 · Fou blanc sur case blanche e2 · Pion blanc sur case noire f2 · Pion blanc sur case blanche g2 · Pion blanc sur case noire h2 · Tour blanche sur case noire a1 · Dame blanche sur case blanche d1 · Roi blanc sur case noire e1 · Tour blanche sur case blanche h1 | Tour noire sur case blanche a8 · Dame noire sur case noire d8 · Tour noire sur case noire f8 · Roi noir sur case blanche g8 · Pion noir sur case noire a7 · Pion noir sur case blanche b7 · Pion noir sur case noire c7 · Pion noir sur case blanche f7 · Pion noir sur case noire g7 · Pion noir sur case blanche h7 · Cavalier noir sur case blanche c6 · Fou noir sur case noire d6 · Fou noir sur case blanche e6 · Cavalier noir sur case noire f6 · Pion noir sur case blanche d5 · Pion noir sur case noire e5 · Cavalier blanc sur case blanche b3 · Pion blanc sur case blanche d3 · Pion blanc sur case noire e3 · Cavalier blanc sur case noire g3 · Pion blanc sur case blanche a2 · Pion blanc sur case noire b2 · Pion blanc sur case blanche c2 · Fou blanc sur case noire d2 · Fou blanc sur case blanche e2 · Pion blanc sur case noire f2 · Pion blanc sur case blanche g2 · Pion blanc sur case noire h2 · Tour blanche sur case noire a1 · Dame blanche sur case blanche d1 · Roi blanc sur case noire e1 · Tour blanche sur case blanche h1 | Tour noire sur case blanche a8 · Dame noire sur case noire d8 · Tour noire sur case noire f8 · Roi noir sur case blanche g8 · Pion noir sur case noire a7 · Pion noir sur case blanche b7 · Pion noir sur case noire c7 · Pion noir sur case blanche f7 · Pion noir sur case noire g7 · Pion noir sur case blanche h7 · Cavalier noir sur case blanche c6 · Fou noir sur case noire d6 · Fou noir sur case blanche e6 · Cavalier noir sur case noire f6 · Pion noir sur case blanche d5 · Pion noir sur case noire e5 · Cavalier blanc sur case blanche b3 · Pion blanc sur case blanche d3 · Pion blanc sur case noire e3 · Cavalier blanc sur case noire g3 · Pion blanc sur case blanche a2 · Pion blanc sur case noire b2 · Pion blanc sur case blanche c2 · Fou blanc sur case noire d2 · Fou blanc sur case blanche e2 · Pion blanc sur case noire f2 · Pion blanc sur case blanche g2 · Pion blanc sur case noire h2 · Tour blanche sur case noire a1 · Dame blanche sur case blanche d1 · Roi blanc sur case noire e1 · Tour blanche sur case blanche h1 | 4 |
| 3 | Tour noire sur case blanche a8 · Dame noire sur case noire d8 · Tour noire sur case noire f8 · Roi noir sur case blanche g8 · Pion noir sur case noire a7 · Pion noir sur case blanche b7 · Pion noir sur case noire c7 · Pion noir sur case blanche f7 · Pion noir sur case noire g7 · Pion noir sur case blanche h7 · Cavalier noir sur case blanche c6 · Fou noir sur case noire d6 · Fou noir sur case blanche e6 · Cavalier noir sur case noire f6 · Pion noir sur case blanche d5 · Pion noir sur case noire e5 · Cavalier blanc sur case blanche b3 · Pion blanc sur case blanche d3 · Pion blanc sur case noire e3 · Cavalier blanc sur case noire g3 · Pion blanc sur case blanche a2 · Pion blanc sur case noire b2 · Pion blanc sur case blanche c2 · Fou blanc sur case noire d2 · Fou blanc sur case blanche e2 · Pion blanc sur case noire f2 · Pion blanc sur case blanche g2 · Pion blanc sur case noire h2 · Tour blanche sur case noire a1 · Dame blanche sur case blanche d1 · Roi blanc sur case noire e1 · Tour blanche sur case blanche h1 | Tour noire sur case blanche a8 · Dame noire sur case noire d8 · Tour noire sur case noire f8 · Roi noir sur case blanche g8 · Pion noir sur case noire a7 · Pion noir sur case blanche b7 · Pion noir sur case noire c7 · Pion noir sur case blanche f7 · Pion noir sur case noire g7 · Pion noir sur case blanche h7 · Cavalier noir sur case blanche c6 · Fou noir sur case noire d6 · Fou noir sur case blanche e6 · Cavalier noir sur case noire f6 · Pion noir sur case blanche d5 · Pion noir sur case noire e5 · Cavalier blanc sur case blanche b3 · Pion blanc sur case blanche d3 · Pion blanc sur case noire e3 · Cavalier blanc sur case noire g3 · Pion blanc sur case blanche a2 · Pion blanc sur case noire b2 · Pion blanc sur case blanche c2 · Fou blanc sur case noire d2 · Fou blanc sur case blanche e2 · Pion blanc sur case noire f2 · Pion blanc sur case blanche g2 · Pion blanc sur case noire h2 · Tour blanche sur case noire a1 · Dame blanche sur case blanche d1 · Roi blanc sur case noire e1 · Tour blanche sur case blanche h1 | Tour noire sur case blanche a8 · Dame noire sur case noire d8 · Tour noire sur case noire f8 · Roi noir sur case blanche g8 · Pion noir sur case noire a7 · Pion noir sur case blanche b7 · Pion noir sur case noire c7 · Pion noir sur case blanche f7 · Pion noir sur case noire g7 · Pion noir sur case blanche h7 · Cavalier noir sur case blanche c6 · Fou noir sur case noire d6 · Fou noir sur case blanche e6 · Cavalier noir sur case noire f6 · Pion noir sur case blanche d5 · Pion noir sur case noire e5 · Cavalier blanc sur case blanche b3 · Pion blanc sur case blanche d3 · Pion blanc sur case noire e3 · Cavalier blanc sur case noire g3 · Pion blanc sur case blanche a2 · Pion blanc sur case noire b2 · Pion blanc sur case blanche c2 · Fou blanc sur case noire d2 · Fou blanc sur case blanche e2 · Pion blanc sur case noire f2 · Pion blanc sur case blanche g2 · Pion blanc sur case noire h2 · Tour blanche sur case noire a1 · Dame blanche sur case blanche d1 · Roi blanc sur case noire e1 · Tour blanche sur case blanche h1 | Tour noire sur case blanche a8 · Dame noire sur case noire d8 · Tour noire sur case noire f8 · Roi noir sur case blanche g8 · Pion noir sur case noire a7 · Pion noir sur case blanche b7 · Pion noir sur case noire c7 · Pion noir sur case blanche f7 · Pion noir sur case noire g7 · Pion noir sur case blanche h7 · Cavalier noir sur case blanche c6 · Fou noir sur case noire d6 · Fou noir sur case blanche e6 · Cavalier noir sur case noire f6 · Pion noir sur case blanche d5 · Pion noir sur case noire e5 · Cavalier blanc sur case blanche b3 · Pion blanc sur case blanche d3 · Pion blanc sur case noire e3 · Cavalier blanc sur case noire g3 · Pion blanc sur case blanche a2 · Pion blanc sur case noire b2 · Pion blanc sur case blanche c2 · Fou blanc sur case noire d2 · Fou blanc sur case blanche e2 · Pion blanc sur case noire f2 · Pion blanc sur case blanche g2 · Pion blanc sur case noire h2 · Tour blanche sur case noire a1 · Dame blanche sur case blanche d1 · Roi blanc sur case noire e1 · Tour blanche sur case blanche h1 | Tour noire sur case blanche a8 · Dame noire sur case noire d8 · Tour noire sur case noire f8 · Roi noir sur case blanche g8 · Pion noir sur case noire a7 · Pion noir sur case blanche b7 · Pion noir sur case noire c7 · Pion noir sur case blanche f7 · Pion noir sur case noire g7 · Pion noir sur case blanche h7 · Cavalier noir sur case blanche c6 · Fou noir sur case noire d6 · Fou noir sur case blanche e6 · Cavalier noir sur case noire f6 · Pion noir sur case blanche d5 · Pion noir sur case noire e5 · Cavalier blanc sur case blanche b3 · Pion blanc sur case blanche d3 · Pion blanc sur case noire e3 · Cavalier blanc sur case noire g3 · Pion blanc sur case blanche a2 · Pion blanc sur case noire b2 · Pion blanc sur case blanche c2 · Fou blanc sur case noire d2 · Fou blanc sur case blanche e2 · Pion blanc sur case noire f2 · Pion blanc sur case blanche g2 · Pion blanc sur case noire h2 · Tour blanche sur case noire a1 · Dame blanche sur case blanche d1 · Roi blanc sur case noire e1 · Tour blanche sur case blanche h1 | Tour noire sur case blanche a8 · Dame noire sur case noire d8 · Tour noire sur case noire f8 · Roi noir sur case blanche g8 · Pion noir sur case noire a7 · Pion noir sur case blanche b7 · Pion noir sur case noire c7 · Pion noir sur case blanche f7 · Pion noir sur case noire g7 · Pion noir sur case blanche h7 · Cavalier noir sur case blanche c6 · Fou noir sur case noire d6 · Fou noir sur case blanche e6 · Cavalier noir sur case noire f6 · Pion noir sur case blanche d5 · Pion noir sur case noire e5 · Cavalier blanc sur case blanche b3 · Pion blanc sur case blanche d3 · Pion blanc sur case noire e3 · Cavalier blanc sur case noire g3 · Pion blanc sur case blanche a2 · Pion blanc sur case noire b2 · Pion blanc sur case blanche c2 · Fou blanc sur case noire d2 · Fou blanc sur case blanche e2 · Pion blanc sur case noire f2 · Pion blanc sur case blanche g2 · Pion blanc sur case noire h2 · Tour blanche sur case noire a1 · Dame blanche sur case blanche d1 · Roi blanc sur case noire e1 · Tour blanche sur case blanche h1 | Tour noire sur case blanche a8 · Dame noire sur case noire d8 · Tour noire sur case noire f8 · Roi noir sur case blanche g8 · Pion noir sur case noire a7 · Pion noir sur case blanche b7 · Pion noir sur case noire c7 · Pion noir sur case blanche f7 · Pion noir sur case noire g7 · Pion noir sur case blanche h7 · Cavalier noir sur case blanche c6 · Fou noir sur case noire d6 · Fou noir sur case blanche e6 · Cavalier noir sur case noire f6 · Pion noir sur case blanche d5 · Pion noir sur case noire e5 · Cavalier blanc sur case blanche b3 · Pion blanc sur case blanche d3 · Pion blanc sur case noire e3 · Cavalier blanc sur case noire g3 · Pion blanc sur case blanche a2 · Pion blanc sur case noire b2 · Pion blanc sur case blanche c2 · Fou blanc sur case noire d2 · Fou blanc sur case blanche e2 · Pion blanc sur case noire f2 · Pion blanc sur case blanche g2 · Pion blanc sur case noire h2 · Tour blanche sur case noire a1 · Dame blanche sur case blanche d1 · Roi blanc sur case noire e1 · Tour blanche sur case blanche h1 | Tour noire sur case blanche a8 · Dame noire sur case noire d8 · Tour noire sur case noire f8 · Roi noir sur case blanche g8 · Pion noir sur case noire a7 · Pion noir sur case blanche b7 · Pion noir sur case noire c7 · Pion noir sur case blanche f7 · Pion noir sur case noire g7 · Pion noir sur case blanche h7 · Cavalier noir sur case blanche c6 · Fou noir sur case noire d6 · Fou noir sur case blanche e6 · Cavalier noir sur case noire f6 · Pion noir sur case blanche d5 · Pion noir sur case noire e5 · Cavalier blanc sur case blanche b3 · Pion blanc sur case blanche d3 · Pion blanc sur case noire e3 · Cavalier blanc sur case noire g3 · Pion blanc sur case blanche a2 · Pion blanc sur case noire b2 · Pion blanc sur case blanche c2 · Fou blanc sur case noire d2 · Fou blanc sur case blanche e2 · Pion blanc sur case noire f2 · Pion blanc sur case blanche g2 · Pion blanc sur case noire h2 · Tour blanche sur case noire a1 · Dame blanche sur case blanche d1 · Roi blanc sur case noire e1 · Tour blanche sur case blanche h1 | 3 |
| 2 | Tour noire sur case blanche a8 · Dame noire sur case noire d8 · Tour noire sur case noire f8 · Roi noir sur case blanche g8 · Pion noir sur case noire a7 · Pion noir sur case blanche b7 · Pion noir sur case noire c7 · Pion noir sur case blanche f7 · Pion noir sur case noire g7 · Pion noir sur case blanche h7 · Cavalier noir sur case blanche c6 · Fou noir sur case noire d6 · Fou noir sur case blanche e6 · Cavalier noir sur case noire f6 · Pion noir sur case blanche d5 · Pion noir sur case noire e5 · Cavalier blanc sur case blanche b3 · Pion blanc sur case blanche d3 · Pion blanc sur case noire e3 · Cavalier blanc sur case noire g3 · Pion blanc sur case blanche a2 · Pion blanc sur case noire b2 · Pion blanc sur case blanche c2 · Fou blanc sur case noire d2 · Fou blanc sur case blanche e2 · Pion blanc sur case noire f2 · Pion blanc sur case blanche g2 · Pion blanc sur case noire h2 · Tour blanche sur case noire a1 · Dame blanche sur case blanche d1 · Roi blanc sur case noire e1 · Tour blanche sur case blanche h1 | Tour noire sur case blanche a8 · Dame noire sur case noire d8 · Tour noire sur case noire f8 · Roi noir sur case blanche g8 · Pion noir sur case noire a7 · Pion noir sur case blanche b7 · Pion noir sur case noire c7 · Pion noir sur case blanche f7 · Pion noir sur case noire g7 · Pion noir sur case blanche h7 · Cavalier noir sur case blanche c6 · Fou noir sur case noire d6 · Fou noir sur case blanche e6 · Cavalier noir sur case noire f6 · Pion noir sur case blanche d5 · Pion noir sur case noire e5 · Cavalier blanc sur case blanche b3 · Pion blanc sur case blanche d3 · Pion blanc sur case noire e3 · Cavalier blanc sur case noire g3 · Pion blanc sur case blanche a2 · Pion blanc sur case noire b2 · Pion blanc sur case blanche c2 · Fou blanc sur case noire d2 · Fou blanc sur case blanche e2 · Pion blanc sur case noire f2 · Pion blanc sur case blanche g2 · Pion blanc sur case noire h2 · Tour blanche sur case noire a1 · Dame blanche sur case blanche d1 · Roi blanc sur case noire e1 · Tour blanche sur case blanche h1 | Tour noire sur case blanche a8 · Dame noire sur case noire d8 · Tour noire sur case noire f8 · Roi noir sur case blanche g8 · Pion noir sur case noire a7 · Pion noir sur case blanche b7 · Pion noir sur case noire c7 · Pion noir sur case blanche f7 · Pion noir sur case noire g7 · Pion noir sur case blanche h7 · Cavalier noir sur case blanche c6 · Fou noir sur case noire d6 · Fou noir sur case blanche e6 · Cavalier noir sur case noire f6 · Pion noir sur case blanche d5 · Pion noir sur case noire e5 · Cavalier blanc sur case blanche b3 · Pion blanc sur case blanche d3 · Pion blanc sur case noire e3 · Cavalier blanc sur case noire g3 · Pion blanc sur case blanche a2 · Pion blanc sur case noire b2 · Pion blanc sur case blanche c2 · Fou blanc sur case noire d2 · Fou blanc sur case blanche e2 · Pion blanc sur case noire f2 · Pion blanc sur case blanche g2 · Pion blanc sur case noire h2 · Tour blanche sur case noire a1 · Dame blanche sur case blanche d1 · Roi blanc sur case noire e1 · Tour blanche sur case blanche h1 | Tour noire sur case blanche a8 · Dame noire sur case noire d8 · Tour noire sur case noire f8 · Roi noir sur case blanche g8 · Pion noir sur case noire a7 · Pion noir sur case blanche b7 · Pion noir sur case noire c7 · Pion noir sur case blanche f7 · Pion noir sur case noire g7 · Pion noir sur case blanche h7 · Cavalier noir sur case blanche c6 · Fou noir sur case noire d6 · Fou noir sur case blanche e6 · Cavalier noir sur case noire f6 · Pion noir sur case blanche d5 · Pion noir sur case noire e5 · Cavalier blanc sur case blanche b3 · Pion blanc sur case blanche d3 · Pion blanc sur case noire e3 · Cavalier blanc sur case noire g3 · Pion blanc sur case blanche a2 · Pion blanc sur case noire b2 · Pion blanc sur case blanche c2 · Fou blanc sur case noire d2 · Fou blanc sur case blanche e2 · Pion blanc sur case noire f2 · Pion blanc sur case blanche g2 · Pion blanc sur case noire h2 · Tour blanche sur case noire a1 · Dame blanche sur case blanche d1 · Roi blanc sur case noire e1 · Tour blanche sur case blanche h1 | Tour noire sur case blanche a8 · Dame noire sur case noire d8 · Tour noire sur case noire f8 · Roi noir sur case blanche g8 · Pion noir sur case noire a7 · Pion noir sur case blanche b7 · Pion noir sur case noire c7 · Pion noir sur case blanche f7 · Pion noir sur case noire g7 · Pion noir sur case blanche h7 · Cavalier noir sur case blanche c6 · Fou noir sur case noire d6 · Fou noir sur case blanche e6 · Cavalier noir sur case noire f6 · Pion noir sur case blanche d5 · Pion noir sur case noire e5 · Cavalier blanc sur case blanche b3 · Pion blanc sur case blanche d3 · Pion blanc sur case noire e3 · Cavalier blanc sur case noire g3 · Pion blanc sur case blanche a2 · Pion blanc sur case noire b2 · Pion blanc sur case blanche c2 · Fou blanc sur case noire d2 · Fou blanc sur case blanche e2 · Pion blanc sur case noire f2 · Pion blanc sur case blanche g2 · Pion blanc sur case noire h2 · Tour blanche sur case noire a1 · Dame blanche sur case blanche d1 · Roi blanc sur case noire e1 · Tour blanche sur case blanche h1 | Tour noire sur case blanche a8 · Dame noire sur case noire d8 · Tour noire sur case noire f8 · Roi noir sur case blanche g8 · Pion noir sur case noire a7 · Pion noir sur case blanche b7 · Pion noir sur case noire c7 · Pion noir sur case blanche f7 · Pion noir sur case noire g7 · Pion noir sur case blanche h7 · Cavalier noir sur case blanche c6 · Fou noir sur case noire d6 · Fou noir sur case blanche e6 · Cavalier noir sur case noire f6 · Pion noir sur case blanche d5 · Pion noir sur case noire e5 · Cavalier blanc sur case blanche b3 · Pion blanc sur case blanche d3 · Pion blanc sur case noire e3 · Cavalier blanc sur case noire g3 · Pion blanc sur case blanche a2 · Pion blanc sur case noire b2 · Pion blanc sur case blanche c2 · Fou blanc sur case noire d2 · Fou blanc sur case blanche e2 · Pion blanc sur case noire f2 · Pion blanc sur case blanche g2 · Pion blanc sur case noire h2 · Tour blanche sur case noire a1 · Dame blanche sur case blanche d1 · Roi blanc sur case noire e1 · Tour blanche sur case blanche h1 | Tour noire sur case blanche a8 · Dame noire sur case noire d8 · Tour noire sur case noire f8 · Roi noir sur case blanche g8 · Pion noir sur case noire a7 · Pion noir sur case blanche b7 · Pion noir sur case noire c7 · Pion noir sur case blanche f7 · Pion noir sur case noire g7 · Pion noir sur case blanche h7 · Cavalier noir sur case blanche c6 · Fou noir sur case noire d6 · Fou noir sur case blanche e6 · Cavalier noir sur case noire f6 · Pion noir sur case blanche d5 · Pion noir sur case noire e5 · Cavalier blanc sur case blanche b3 · Pion blanc sur case blanche d3 · Pion blanc sur case noire e3 · Cavalier blanc sur case noire g3 · Pion blanc sur case blanche a2 · Pion blanc sur case noire b2 · Pion blanc sur case blanche c2 · Fou blanc sur case noire d2 · Fou blanc sur case blanche e2 · Pion blanc sur case noire f2 · Pion blanc sur case blanche g2 · Pion blanc sur case noire h2 · Tour blanche sur case noire a1 · Dame blanche sur case blanche d1 · Roi blanc sur case noire e1 · Tour blanche sur case blanche h1 | Tour noire sur case blanche a8 · Dame noire sur case noire d8 · Tour noire sur case noire f8 · Roi noir sur case blanche g8 · Pion noir sur case noire a7 · Pion noir sur case blanche b7 · Pion noir sur case noire c7 · Pion noir sur case blanche f7 · Pion noir sur case noire g7 · Pion noir sur case blanche h7 · Cavalier noir sur case blanche c6 · Fou noir sur case noire d6 · Fou noir sur case blanche e6 · Cavalier noir sur case noire f6 · Pion noir sur case blanche d5 · Pion noir sur case noire e5 · Cavalier blanc sur case blanche b3 · Pion blanc sur case blanche d3 · Pion blanc sur case noire e3 · Cavalier blanc sur case noire g3 · Pion blanc sur case blanche a2 · Pion blanc sur case noire b2 · Pion blanc sur case blanche c2 · Fou blanc sur case noire d2 · Fou blanc sur case blanche e2 · Pion blanc sur case noire f2 · Pion blanc sur case blanche g2 · Pion blanc sur case noire h2 · Tour blanche sur case noire a1 · Dame blanche sur case blanche d1 · Roi blanc sur case noire e1 · Tour blanche sur case blanche h1 | 2 |
| 1 | Tour noire sur case blanche a8 · Dame noire sur case noire d8 · Tour noire sur case noire f8 · Roi noir sur case blanche g8 · Pion noir sur case noire a7 · Pion noir sur case blanche b7 · Pion noir sur case noire c7 · Pion noir sur case blanche f7 · Pion noir sur case noire g7 · Pion noir sur case blanche h7 · Cavalier noir sur case blanche c6 · Fou noir sur case noire d6 · Fou noir sur case blanche e6 · Cavalier noir sur case noire f6 · Pion noir sur case blanche d5 · Pion noir sur case noire e5 · Cavalier blanc sur case blanche b3 · Pion blanc sur case blanche d3 · Pion blanc sur case noire e3 · Cavalier blanc sur case noire g3 · Pion blanc sur case blanche a2 · Pion blanc sur case noire b2 · Pion blanc sur case blanche c2 · Fou blanc sur case noire d2 · Fou blanc sur case blanche e2 · Pion blanc sur case noire f2 · Pion blanc sur case blanche g2 · Pion blanc sur case noire h2 · Tour blanche sur case noire a1 · Dame blanche sur case blanche d1 · Roi blanc sur case noire e1 · Tour blanche sur case blanche h1 | Tour noire sur case blanche a8 · Dame noire sur case noire d8 · Tour noire sur case noire f8 · Roi noir sur case blanche g8 · Pion noir sur case noire a7 · Pion noir sur case blanche b7 · Pion noir sur case noire c7 · Pion noir sur case blanche f7 · Pion noir sur case noire g7 · Pion noir sur case blanche h7 · Cavalier noir sur case blanche c6 · Fou noir sur case noire d6 · Fou noir sur case blanche e6 · Cavalier noir sur case noire f6 · Pion noir sur case blanche d5 · Pion noir sur case noire e5 · Cavalier blanc sur case blanche b3 · Pion blanc sur case blanche d3 · Pion blanc sur case noire e3 · Cavalier blanc sur case noire g3 · Pion blanc sur case blanche a2 · Pion blanc sur case noire b2 · Pion blanc sur case blanche c2 · Fou blanc sur case noire d2 · Fou blanc sur case blanche e2 · Pion blanc sur case noire f2 · Pion blanc sur case blanche g2 · Pion blanc sur case noire h2 · Tour blanche sur case noire a1 · Dame blanche sur case blanche d1 · Roi blanc sur case noire e1 · Tour blanche sur case blanche h1 | Tour noire sur case blanche a8 · Dame noire sur case noire d8 · Tour noire sur case noire f8 · Roi noir sur case blanche g8 · Pion noir sur case noire a7 · Pion noir sur case blanche b7 · Pion noir sur case noire c7 · Pion noir sur case blanche f7 · Pion noir sur case noire g7 · Pion noir sur case blanche h7 · Cavalier noir sur case blanche c6 · Fou noir sur case noire d6 · Fou noir sur case blanche e6 · Cavalier noir sur case noire f6 · Pion noir sur case blanche d5 · Pion noir sur case noire e5 · Cavalier blanc sur case blanche b3 · Pion blanc sur case blanche d3 · Pion blanc sur case noire e3 · Cavalier blanc sur case noire g3 · Pion blanc sur case blanche a2 · Pion blanc sur case noire b2 · Pion blanc sur case blanche c2 · Fou blanc sur case noire d2 · Fou blanc sur case blanche e2 · Pion blanc sur case noire f2 · Pion blanc sur case blanche g2 · Pion blanc sur case noire h2 · Tour blanche sur case noire a1 · Dame blanche sur case blanche d1 · Roi blanc sur case noire e1 · Tour blanche sur case blanche h1 | Tour noire sur case blanche a8 · Dame noire sur case noire d8 · Tour noire sur case noire f8 · Roi noir sur case blanche g8 · Pion noir sur case noire a7 · Pion noir sur case blanche b7 · Pion noir sur case noire c7 · Pion noir sur case blanche f7 · Pion noir sur case noire g7 · Pion noir sur case blanche h7 · Cavalier noir sur case blanche c6 · Fou noir sur case noire d6 · Fou noir sur case blanche e6 · Cavalier noir sur case noire f6 · Pion noir sur case blanche d5 · Pion noir sur case noire e5 · Cavalier blanc sur case blanche b3 · Pion blanc sur case blanche d3 · Pion blanc sur case noire e3 · Cavalier blanc sur case noire g3 · Pion blanc sur case blanche a2 · Pion blanc sur case noire b2 · Pion blanc sur case blanche c2 · Fou blanc sur case noire d2 · Fou blanc sur case blanche e2 · Pion blanc sur case noire f2 · Pion blanc sur case blanche g2 · Pion blanc sur case noire h2 · Tour blanche sur case noire a1 · Dame blanche sur case blanche d1 · Roi blanc sur case noire e1 · Tour blanche sur case blanche h1 | Tour noire sur case blanche a8 · Dame noire sur case noire d8 · Tour noire sur case noire f8 · Roi noir sur case blanche g8 · Pion noir sur case noire a7 · Pion noir sur case blanche b7 · Pion noir sur case noire c7 · Pion noir sur case blanche f7 · Pion noir sur case noire g7 · Pion noir sur case blanche h7 · Cavalier noir sur case blanche c6 · Fou noir sur case noire d6 · Fou noir sur case blanche e6 · Cavalier noir sur case noire f6 · Pion noir sur case blanche d5 · Pion noir sur case noire e5 · Cavalier blanc sur case blanche b3 · Pion blanc sur case blanche d3 · Pion blanc sur case noire e3 · Cavalier blanc sur case noire g3 · Pion blanc sur case blanche a2 · Pion blanc sur case noire b2 · Pion blanc sur case blanche c2 · Fou blanc sur case noire d2 · Fou blanc sur case blanche e2 · Pion blanc sur case noire f2 · Pion blanc sur case blanche g2 · Pion blanc sur case noire h2 · Tour blanche sur case noire a1 · Dame blanche sur case blanche d1 · Roi blanc sur case noire e1 · Tour blanche sur case blanche h1 | Tour noire sur case blanche a8 · Dame noire sur case noire d8 · Tour noire sur case noire f8 · Roi noir sur case blanche g8 · Pion noir sur case noire a7 · Pion noir sur case blanche b7 · Pion noir sur case noire c7 · Pion noir sur case blanche f7 · Pion noir sur case noire g7 · Pion noir sur case blanche h7 · Cavalier noir sur case blanche c6 · Fou noir sur case noire d6 · Fou noir sur case blanche e6 · Cavalier noir sur case noire f6 · Pion noir sur case blanche d5 · Pion noir sur case noire e5 · Cavalier blanc sur case blanche b3 · Pion blanc sur case blanche d3 · Pion blanc sur case noire e3 · Cavalier blanc sur case noire g3 · Pion blanc sur case blanche a2 · Pion blanc sur case noire b2 · Pion blanc sur case blanche c2 · Fou blanc sur case noire d2 · Fou blanc sur case blanche e2 · Pion blanc sur case noire f2 · Pion blanc sur case blanche g2 · Pion blanc sur case noire h2 · Tour blanche sur case noire a1 · Dame blanche sur case blanche d1 · Roi blanc sur case noire e1 · Tour blanche sur case blanche h1 | Tour noire sur case blanche a8 · Dame noire sur case noire d8 · Tour noire sur case noire f8 · Roi noir sur case blanche g8 · Pion noir sur case noire a7 · Pion noir sur case blanche b7 · Pion noir sur case noire c7 · Pion noir sur case blanche f7 · Pion noir sur case noire g7 · Pion noir sur case blanche h7 · Cavalier noir sur case blanche c6 · Fou noir sur case noire d6 · Fou noir sur case blanche e6 · Cavalier noir sur case noire f6 · Pion noir sur case blanche d5 · Pion noir sur case noire e5 · Cavalier blanc sur case blanche b3 · Pion blanc sur case blanche d3 · Pion blanc sur case noire e3 · Cavalier blanc sur case noire g3 · Pion blanc sur case blanche a2 · Pion blanc sur case noire b2 · Pion blanc sur case blanche c2 · Fou blanc sur case noire d2 · Fou blanc sur case blanche e2 · Pion blanc sur case noire f2 · Pion blanc sur case blanche g2 · Pion blanc sur case noire h2 · Tour blanche sur case noire a1 · Dame blanche sur case blanche d1 · Roi blanc sur case noire e1 · Tour blanche sur case blanche h1 | Tour noire sur case blanche a8 · Dame noire sur case noire d8 · Tour noire sur case noire f8 · Roi noir sur case blanche g8 · Pion noir sur case noire a7 · Pion noir sur case blanche b7 · Pion noir sur case noire c7 · Pion noir sur case blanche f7 · Pion noir sur case noire g7 · Pion noir sur case blanche h7 · Cavalier noir sur case blanche c6 · Fou noir sur case noire d6 · Fou noir sur case blanche e6 · Cavalier noir sur case noire f6 · Pion noir sur case blanche d5 · Pion noir sur case noire e5 · Cavalier blanc sur case blanche b3 · Pion blanc sur case blanche d3 · Pion blanc sur case noire e3 · Cavalier blanc sur case noire g3 · Pion blanc sur case blanche a2 · Pion blanc sur case noire b2 · Pion blanc sur case blanche c2 · Fou blanc sur case noire d2 · Fou blanc sur case blanche e2 · Pion blanc sur case noire f2 · Pion blanc sur case blanche g2 · Pion blanc sur case noire h2 · Tour blanche sur case noire a1 · Dame blanche sur case blanche d1 · Roi blanc sur case noire e1 · Tour blanche sur case blanche h1 | 1 |
|   | a | b | c | d | e | f | g | h |   |

L'ouverture "cow" est une ouverture aux échecs inventée par Anna Cramling. Son nom ("cow" = vache) vient, d’après elle, de l’histoire pour enfants suédoise de Ferdinand le taureau, qui devient tout fou après avoir été piqué par un insecte, avant de redevenir calme.
Elle est de type "système" qui peut être adopté par les Blancs comme par les Noirs. Son objectif est d'aboutir à une position solide et suffisamment rare pour surprendre l'adversaire et éviter les lignes théoriques classiques. C'est une ouverture assez critiquée par la communauté puisqu'elle ne respecte pas deux des principes fondamentaux de l'ouverture aux échecs : la prise du centre par les pions, et le fait de ne déplacer une pièce qu'une seule fois dans l'ouverture.
L'ouverture cow, lorsqu'elle est jouée par les blancs, suit l'ordre de développement suivant : 
1. e3
2. d3
3. Ce2
4. Cd2
5. Cb3
6. Cg3